# Вріцен
Вріцен (нім. Wriezen) — місто в Німеччині, розташоване в землі Бранденбург. Входить до складу району Меркіш-Одерланд.
Площа — 94,54 км2. Населення становить 7125 ос. (станом на 31 грудня 2020).

## Демографія
- Динаміка населення з 1875 року в сучасних кордонах (Синя лінія: населення; Пунктир: відносна порівняльна динаміка населення землі Бранденбург; Сірий фон: період Третього рейху; Помаранчевий фон: період НДР)
- Динаміка населення (синя лінія) і прогнози

| Рік  | Населення |
| ---- | --------- |
| 1875 | 11 738    |
| 1890 | 10 302    |
| 1910 | 10 467    |
| 1925 | 10 364    |
| 1939 | 10 509    |
| 1950 | 9 375     |
| 1964 | 8 486     |

| Рік  | Населення |
| ---- | --------- |
| 1971 | 9 168     |
| 1981 | 9 289     |
| 1985 | 9 564     |
| 1990 | 9 243     |
| 1995 | 8 629     |
| 2000 | 8 519     |
| 2005 | 8 109     |

| Рік  | Населення |
| ---- | --------- |
| 2010 | 7 679     |
| 2015 | 7 355     |
| 2016 | 7 331     |
| 2017 | 7 259     |
| 2018 | 7 254     |
| 2019 | 7 174     |
| 2020 | 7 125     |

Джерела даних вказані на Wikimedia Commons.

## Галерея

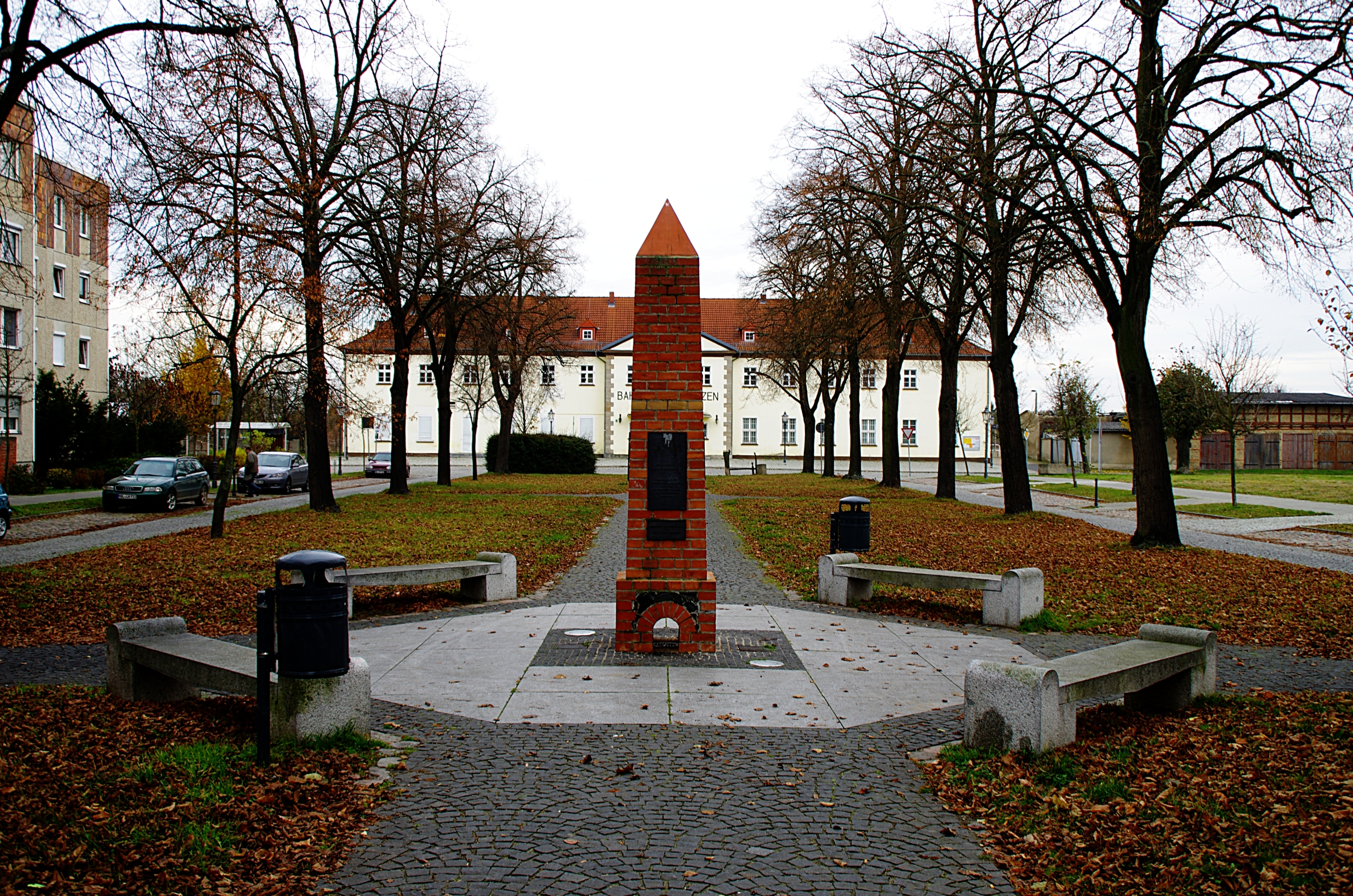
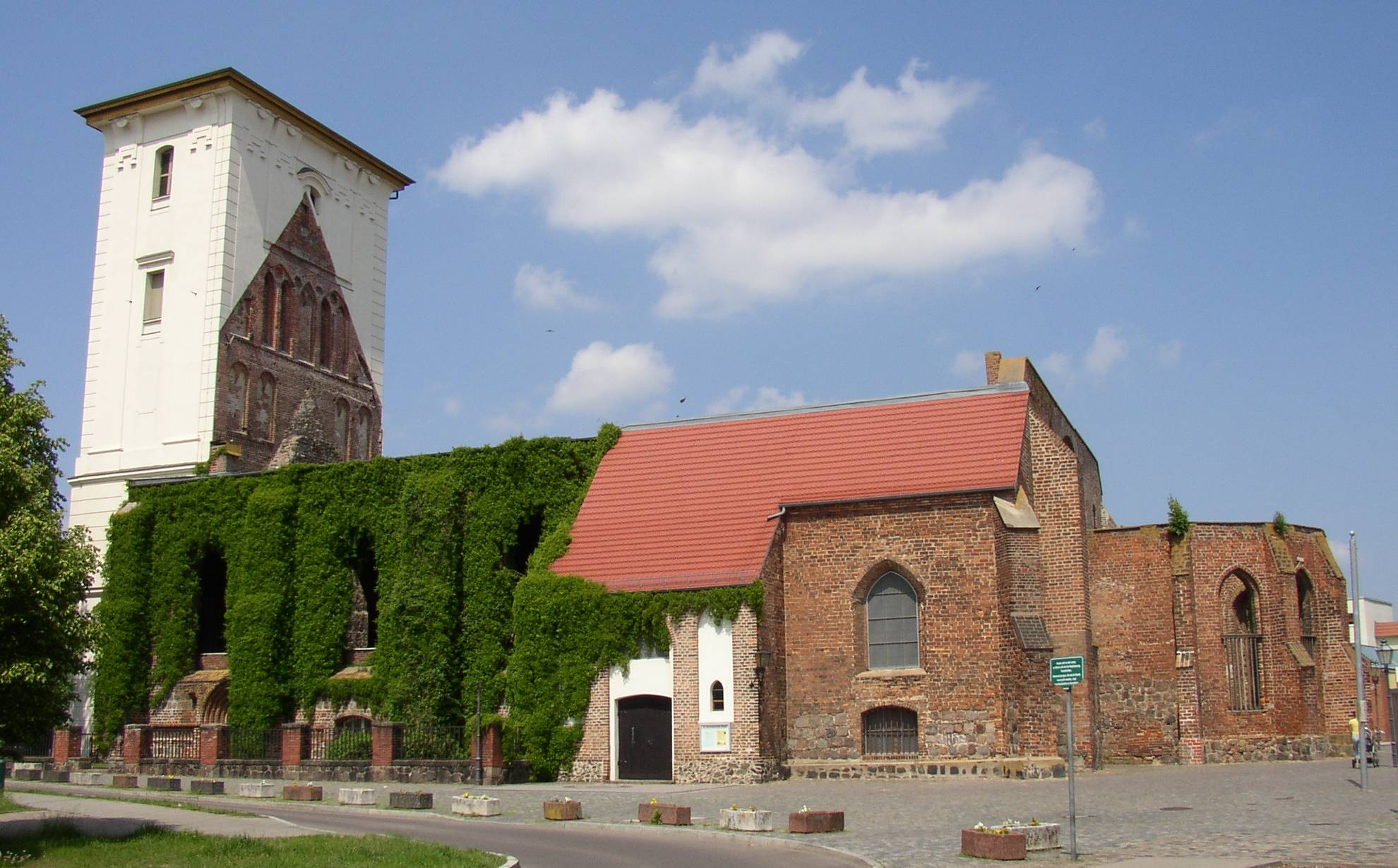
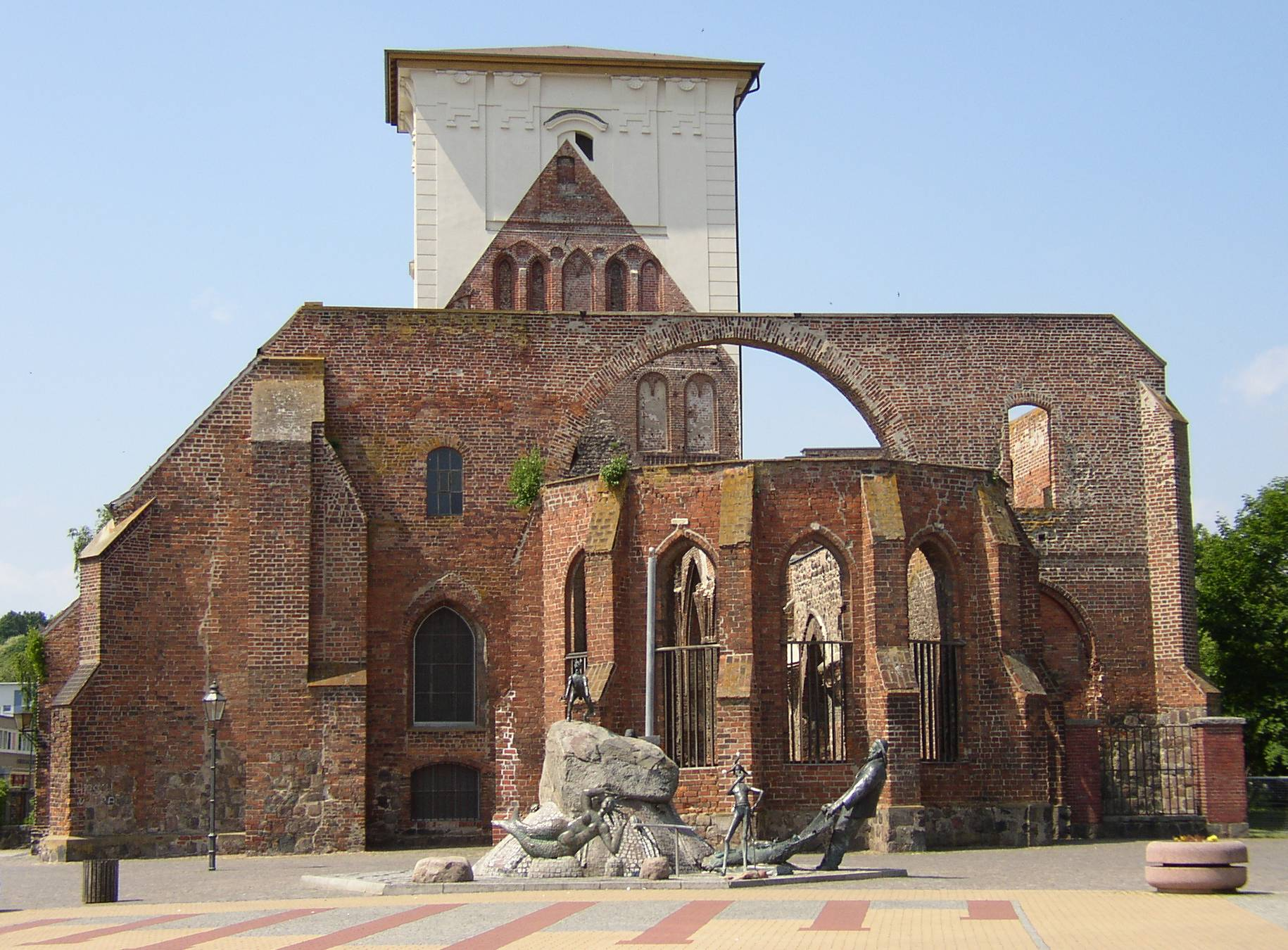
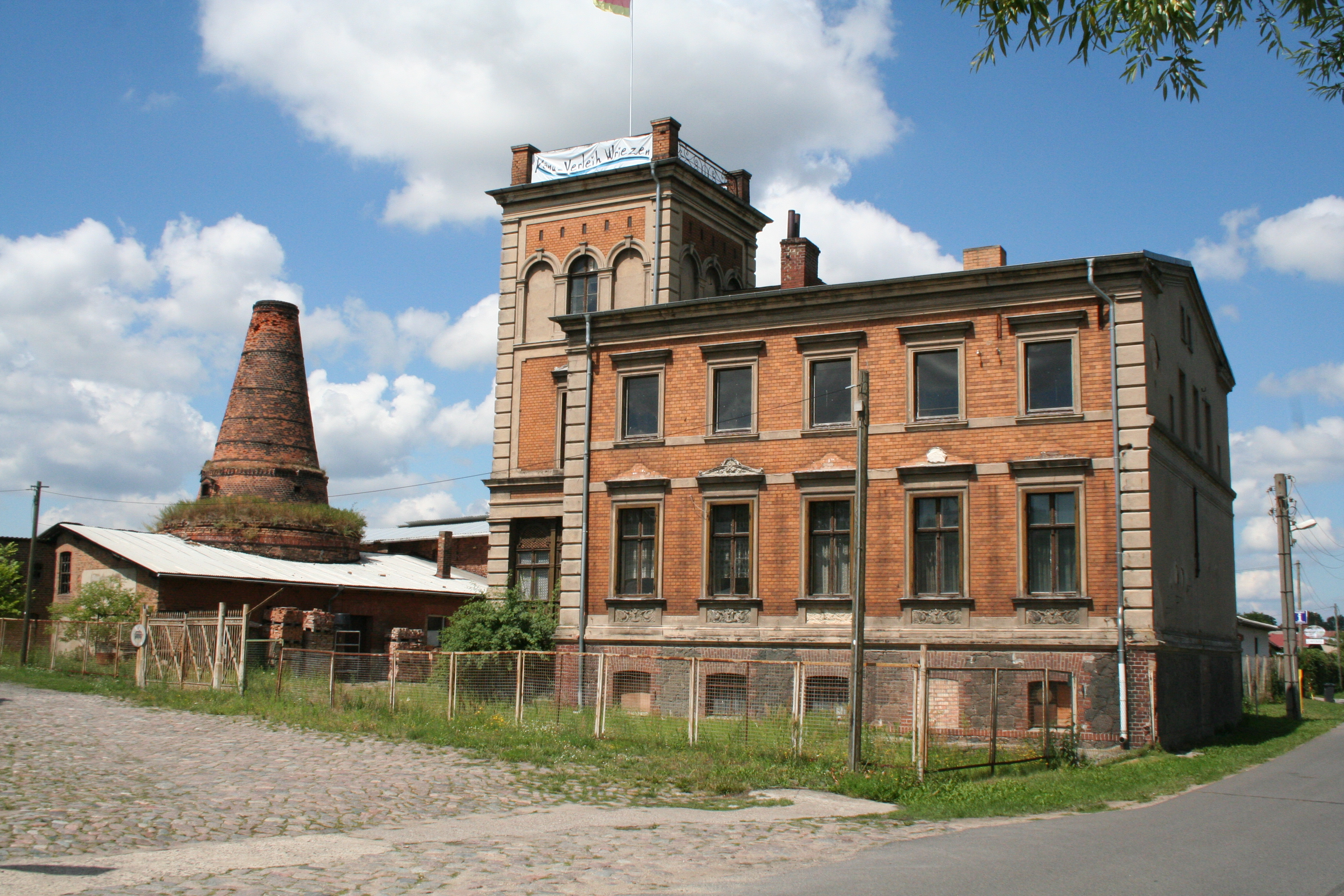
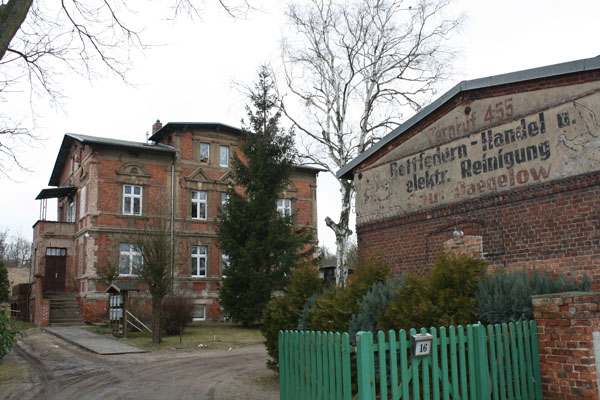
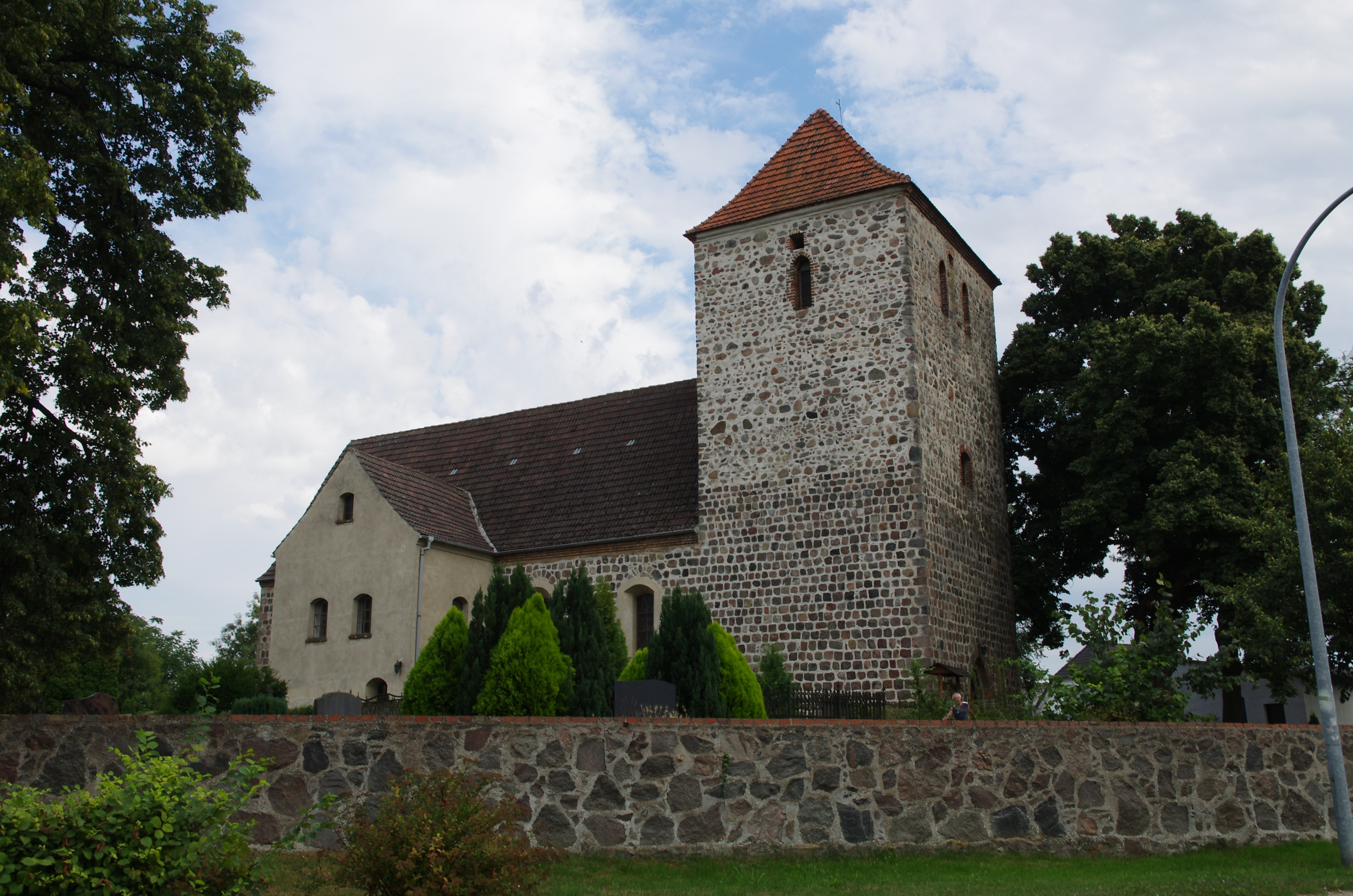